# Pożegnanie z Berlinem
Pożegnanie z Berlinem (ang. Goodbye to Berlin) – powieść brytyjskiego pisarza Christophera Isherwooda wydana w 1939 roku.
Książka opiera się na autentycznych doświadczeniach Isherwooda z jego pobytu w Berlinie w latach 1929–1932 oraz osobach, które poznał w tamtym czasie. W jej skład wchodzą opowiadania publikowane wcześniej m.in. w lewicowym magazynie New Writing, a także nowela Sally Bowles, wydana jako osobny tom w 1937 roku. Poszczególne rozdziały przedstawiają obraz miasta naznaczonego bezrobociem, biedą i atakami na Żydów i komunistów, opisując także hedonistyczne życie nocne. Całość kończy się wyjazdem głównego bohatera z miasta z powodu dojścia Adolfa Hitlera do władzy.
Powieść spotkała się z pozytywnym odbiorem krytyków. Posłużyła później jako inspiracja powstania dzieł teatralnych i filmowych, m.in. obrazu Kabaret (1972).

## Główni bohaterowie
- Christopher Isherwood – brytyjski pisarz mieszkający tymaczasowo w Berlinie i pracujący jako prywatny nauczyciel języka angielskiego. Jest homoseksualistą i często korzysta z usług męskich prostytutek.
- Sally Bowles – brytyjska piosenkarka kabaretowa. Jest promiskuitywną kobietą o typie chłopczycy i posiada wielu partnerów seksualnych. Jest jedną ze współlokatorów Christophera.
- Pani Schroeder – Niemka wynajmująca ludziom pokoje w swoim mieszkaniu przy Nollendorfplatz. Mieszkają u niej m.in. Christopher i Sally.
- Otto Nowak – przystojny nastolatek o polskich korzeniach. Jest biseksualistą o narcystycznym charakterze, uwodzącym wielu mężczyzn i kobiet. Christopher pomieszkuje przez pewien czas z jego rodziną.
- Peter Wilkinson – Anglik będący w burzliwym związku z Otto
- Natalie Landauer – dziewczyna z bogatej żydowskiej rodziny, która opłaca Christophera jako jej nauczyciela angielskiego
- Bernhard Landauer – kuzyn Natalie
- Klaus Linke – muzyk, z którym Sally zachodzi w ciążę
- Clive – amerykański playboy, romansujący zarówno z Sally, jak i z Christopherem

## Adaptacje
- John Van Druten zaadaptował książę na sztukę teatralną I Am a Camera, wystawianą na Broadwayu w 1951. Sztuka posłużyła później za scenariusz do filmu pod tym samym tytułem z 1955 roku.
- Tekst powieści stał się podstawą scenariusza musicalu, a następnie filmu Kabaret (1972) w reżyserii Boba Fosse’a[3][4].